# Serica setifera
Serica setifera är en skalbaggsart som beskrevs av Leonard Gyllenhaal 1817. Serica setifera ingår i släktet Serica och familjen Melolonthidae. Inga underarter finns listade i Catalogue of Life.